# Biskupi Pasto
Biskupi Pasto – biskupi diecezjalni i biskupi pomocniczy diecezji Pasto.

## Biskupi

### Biskupi diecezjalni
| Lata urzędowania | Biskup | Biskup                             | Uwagi |
| ---------------- | ------ | ---------------------------------- | --- |
| 1859–1864        |        | José Elías Puyana                  | |
| 1866–1869        |        | Juan Manuel García Tejada          | |
| 1870–1881        |        | Manuel Canuto Restrepo y Villegas  | |
| 1883–1889        |        | Ignacio León Velasco SJ            | następnie arcybiskup metropolita Santafe en Nueva Granada                                                                                    |
| 1891–1892        |        | Joaquín Pardo y Vergara            | biskup nominat, następnie biskup diecezjalny Medellín w latach 1892–1904 (od 1902 arcybiskup metropolita Medellín                            |
| 1892–1895        |        | Manuel José Caicedo Martínez       | następnie biskup diecezjalny Popayán w latach 1895–1905 (od 1901 arcybiskup metropolita Popayán), późniejszy arcybiskup metropolita Medellín |
| 1895–1906        |        | św. Ezechiel Moreno OSA            | święty Kościoła katolickiego |
| 1907–1911        |        | Adolfo Perea                       | |
| 1912–1916        |        | Leonidas Medina                    | następnie biskup pomocniczym Bogoty w latach 1916–1923, późniejszy biskup diecezjalny Socorro, arcybiskup ad personam                        |
| 1917–1929        |        | Antonio Maria Pueyo de Val CMF     | |
| 1930–1933        |        | Hipólito Leopoldo Agudelo          | |
| 1934–1944        |        | Diego Maria Gómez Tamayo           | następnie arcybiskup metropolita Popayán |
| 1961–1976        |        | Jorge Alberto Giraldo Restrepo CIM | |
| 1977–1995        |        | Arturo Salazar Mejía               | |
| 1995–2020        |        | Julio Enrique Prado Bolaños        | |
| od 2020          |        | Juan Carlos Cárdenas Toro          | |

### Biskupi pomocniczy
| Lata urzędowania | Biskup | Biskup                             | Uwagi |
| ---------------- | ------ | ---------------------------------- | --- |
| 1955–1959        |        | José de Jesús Pimiento Rodríguez   | następnie biskup diecezjalny Monterii w latach 1959–1964, późniejszy biskup diecezjalny Garzón-Neiva w latach 1964–1975, następnie arcybiskup metropolita Manizales, kardynał |
| 1960–1961        |        | Jorge Alberto Giraldo Restrepo CIM | następnie biskup diecezjalny Pasto |